# Michelangelo (krater)
För andra betydelser, se Michelangelo (olika betydelser).
Michelangelo är en nedslagskrater på planeten Merkurius, med en diameter på ungefär 230 kilometer.
1979 uppkallade den efter den italienska skulptören, arkitekten, målaren och poeten, Michelangelo.